# آن‌سوی آب و گل
 آن سوی آب و گل نام یک آلبوم موسیقی اثر کیوان ساکت، هنرمند ایرانی است که در سبک سنتی تهیه شده و دارای ۱۳ آهنگ است.

## فهرست آهنگ‌ها
| ردیف | آهنگ             |
| ۱    | پیش‌درآمد همایون  |
| ۲    | درآمد همایون     |
| ۳    | چهارمضراب همایون |
| ۴    | بیداد            |
| ۵    | چهارمضراب همایون |
| ۶    | آهنگ محلی کردی   |
| ۷    | راز مهتاب        |
| ۸    | درآمد ابوعطا     |
| ۹    | چهارمضراب ابوعطا |
| ۱۰   | نوا              |
| ۱۱   | مرغ باران        |
| ۱۲   | نوا              |
| ۱۳   | دو صدایی نوا     |